# SummerSlam (2017)
SummerSlam (2017) foi o 30º pay-per-view (PPV) anual de luta profissional SummerSlam e evento de transmissão ao vivo produzido pela WWE. Foi realizado para lutadores das divisões de marca Raw e SmackDown da promoção. O evento aconteceu em 20 de agosto de 2017, no Barclays Center em Brooklyn, Nova Iorque, pelo terceiro ano consecutivo.
Treze lutas foram disputadas no evento, incluindo três no pré-show do Kickoff. O evento contou com oito partidas do campeonato, a maior para um evento SummerSlam, onde cinco dos títulos mudaram de mãos. No evento principal, Brock Lesnar derrotou Braun Strowman, Roman Reigns e Samoa Joe em uma luta fatal four-way para reter o Campeonato Universal do Raw e na penúltima partida, Jinder Mahal derrotou Shinsuke Nakamura para reter o Campeonato WWE do SmackDown. Em outras partidas importantes, AJ Styles derrotou Kevin Owens para manter o Campeonato dos Estados Unidos do SmackDown em uma partida que contou com Shane McMahon como árbitro convidado especial, Dean Ambrose e Seth Rollins derrotaram Cesaro e Sheamus para ganhar o Campeonato de Duplas do Raw, e Sasha Banks derrotou Alexa Bliss para vencer pela quarta vez o Campeonato Feminino do Raw, que empatou o recorde.

## Produção

### Introdução

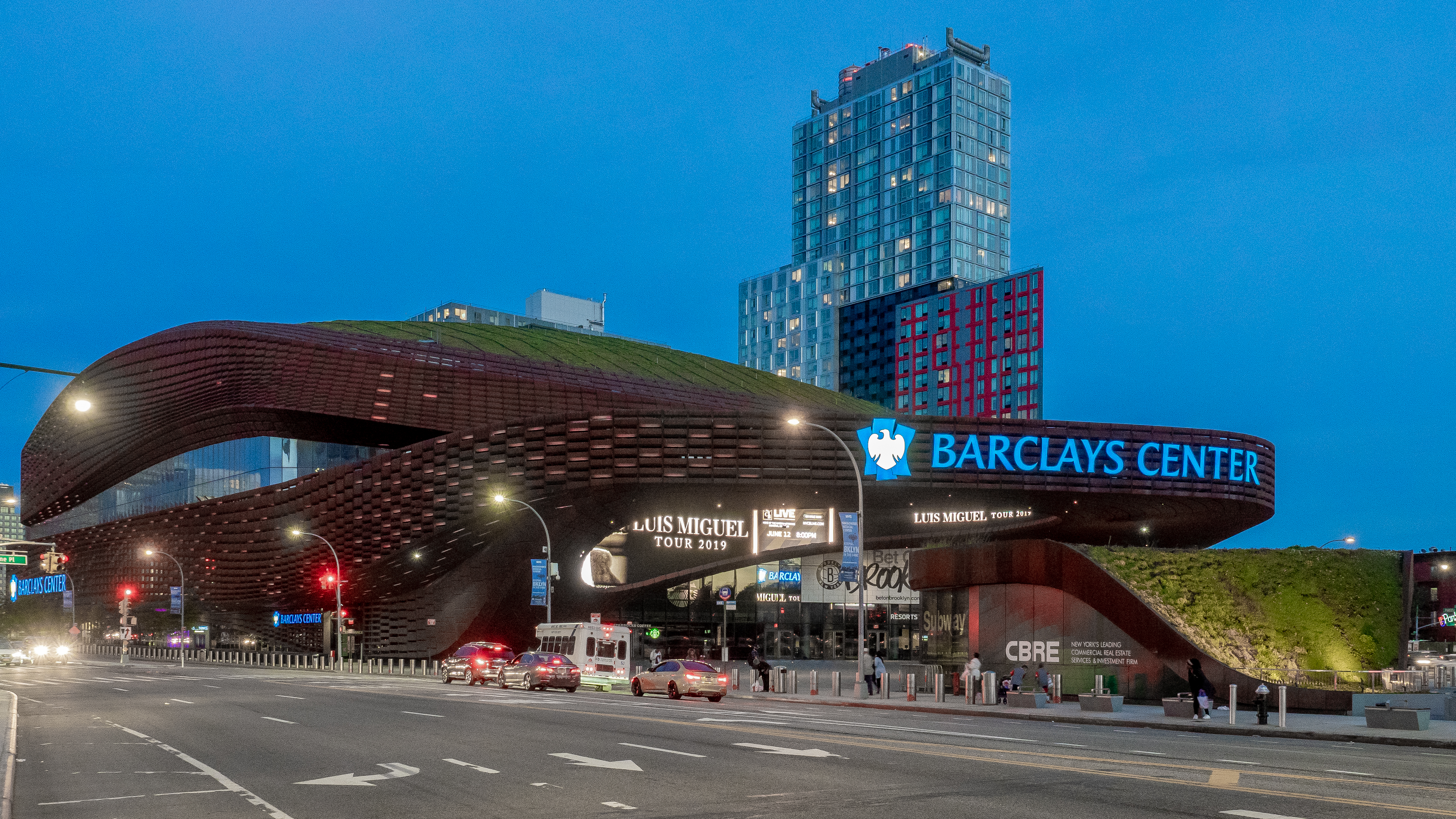
O evento foi realizado no Barclays Center em Brooklyn, Nova Iorque.

SummerSlam é um evento anual de luta profissional produzido todo mês de agosto pela WWE desde 1988. Apelidado de "A Maior Festa do Verão", é um dos quatro pay-per-views originais da promoção, junto com WrestleMania, SummerSlam e Survivor. Series, conhecida como "Quatro Grandes". Desde então, tornou-se considerado o segundo maior evento do ano da WWE, atrás da WrestleMania. Anunciado em 28 de setembro de 2015, o evento de 2017 foi o 30º SummerSlam e estava programado para ser realizado em 20 de agosto de 2017, no Barclays Center em Brooklyn, Nova Iorque, pelo terceiro ano consecutivo. Apresentava lutadores das divisões de marca Raw e SmackDown e, além de ser transmitido no PPV tradicional em todo o mundo, o evento estava disponível para transmissão ao vivo na WWE Network. Os ingressos começaram a ser vendidos em 25 de março pela Ticketmaster.

### Rivalidades
O evento compreendeu 13 lutas, incluindo três no pré-show do Kickoff, que resultaram de histórias roteirizadas, onde lutadores retrataram heróis, vilões ou personagens menos distinguíveis em eventos roteirizados que criaram tensão e culminaram em uma luta livre ou uma série de lutas. Os resultados foram predeterminados pelos escritores da WWE nas marcas Raw e SmackDown, enquanto as histórias foram produzidas nos programas de televisão semanais da WWE, Monday Night Raw, SmackDown Live, e o exclusivo 205 Live.

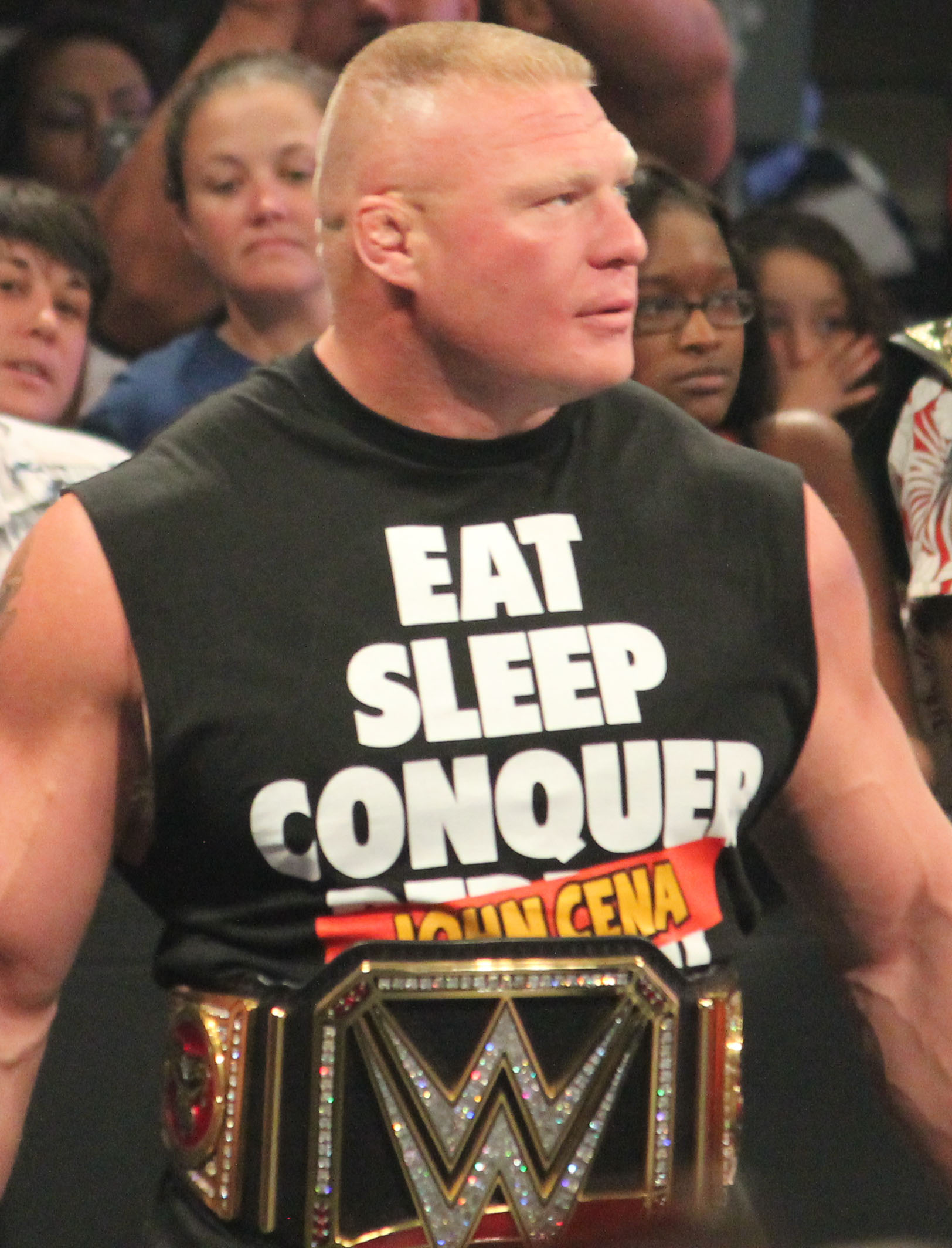
Brock Lesnar teve que defender o Campeonato Universal contra Roman Reigns, Braun Strowman e Samoa Joe em uma luta fatal four-way; devido à estipulação da luta, tanto ele quanto Paul Heyman teriam deixado a WWE se Lesnar tivesse perdido.

No episódio do Raw de 19 de junho, Roman Reigns se proclamou o candidato número um ao Campeonato Universal no SummerSlam. Mais tarde naquela noite, Braun Strowman voltou e custou a Reigns sua luta contra Samoa Joe e desafiou Reigns para uma luta de ambulância no Great Balls of Fire. No evento, Strowman derrotou Reigns, mas Reigns retaliou prendendo Strowman na ambulância e batendo nele, deixando-o ensanguentado e ferido, enquanto Brock Lesnar derrotou Joe para reter o Campeonato Universal. Na noite seguinte no Raw, quando o Gerente Geral do Raw, Kurt Angle, estava prestes a revelar seus planos para a luta pelo campeonato de Lesnar no SummerSlam, Reigns interrompeu, querendo a luta. Joe então saiu, querendo uma revanche. Reigns e Joe foram então escalados para uma luta pelo desafiante número um. Durante a luta, Strowman voltou e atacou Reigns e Joe, resultando em um no contest. Foi então decidido que Lesnar defenderia o título contra Reigns, Joe e Strowman em uma luta fatal four-way no SummerSlam. Na semana seguinte, Heyman proclamou que se Lesnar perdesse o Campeonato Universal no SummerSlam, então ele e Lesnar deixariam a WWE.
No Battleground, Natalya venceu uma luta de eliminação fatal de cinco vias para se tornar a desafiante número um pelo Campeonato Feminino do SmackDown de Naomi no SummerSlam.

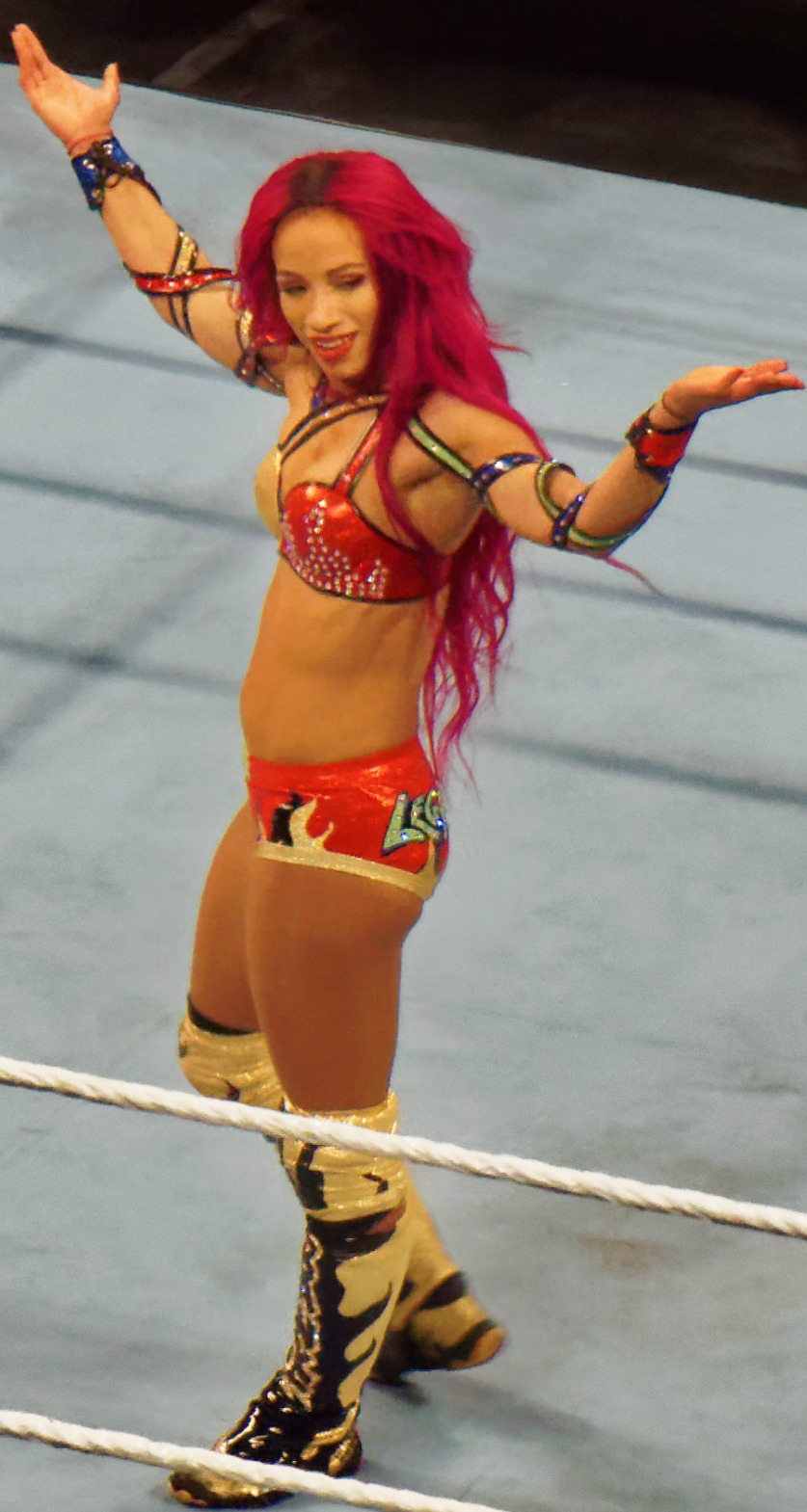
Sasha Banks havia perdido uma luta pela desafiante número um para Bayley, mas depois que Bayley se machucou, Banks derrotou Nia Jax para se tornar a nova desafiante número um pelo Campeonato Feminino do Raw no SummerSlam.

No Great Balls of Fire, Sasha Banks derrotou Alexa Bliss por contagem, assim Bliss reteve o Campeonato Feminino do Raw. Nas semanas seguintes, Bayley marcou pin sobre Bliss em uma luta de duplas e uma luta individual sem título. Bayley, por sua vez, sentiu que merecia uma chance pelo título, enquanto Banks sentiu que merecia uma revanche devido às ações de Bliss no Great Balls of Fire. A partida de desafiante número um entre as duas na semana seguinte foi vencida por Bayley. Bayley então sofreu uma lesão legítima no ombro, sofrida durante uma partida com Nia Jax, forçando-a a abrir mão de seu lugar como desafiante número um. Duas lutas de trios foram agendadas para o episódio seguinte do Raw, com a vencedora de cada uma se enfrentando para determinar a nova desafiante número um ao Campeonato Feminino do Raw. Banks venceu a primeira luta ao derrotar Alicia Fox e Emma, enquanto Jax venceu a segunda ao derrotar Dana Brooke e Mickie James. Na semana seguinte, Banks derrotou Jax para se tornar a nova desafiante número um contra Bliss no SummerSlam.
No Battleground, Jinder Mahal derrotou Randy Orton em uma luta Punjabi Prison para reter o Campeonato da WWE com a ajuda dos Singh Brothers e o retorno de The Great Khali. No episódio seguinte do SmackDown, Mahal exigiu um novo oponente para o SummerSlam. John Cena apareceu, parabenizou Mahal e o desafiou pelo Campeonato da WWE no SummerSlam. No entanto, o Gerente Geral do SmackDown, Daniel Bryan, disse que Cena tinha que ganhar sua oportunidade e agendou uma luta de desafiante número um entre Cena e Shinsuke Nakamura. Na semana seguinte, Nakamura derrotou Cena para se tornar o desafiante número um pelo Campeonato da WWE no SummerSlam.
No pré-show do Great Balls of Fire Kickoff, Neville derrotou Akira Tozawa para reter o Campeonato dos Pesos Médios da WWE. No episódio do Raw de 31 de julho, uma luta de desafiante número um foi agendada entre Tozawa e Ariya Daivari para o 205 Live da noite seguinte, com o vencedor enfrentando Neville pelo Campeonato dos Pesos Médios no SummerSlam. No 205 Live, Tozawa derrotou Daivari para se tornar o desafiante número um. No Raw de 14 de agosto, Tozawa recebeu sua luta pelo título mais cedo e derrotou Neville para se tornar o novo Campeão dos Pesos Médios, e sua luta SummerSlam originalmente agendada foi uma revanche com Neville como desafiante. Em 16 de agosto, a WWE confirmou que a luta aconteceria no pré-show do SummerSlam.

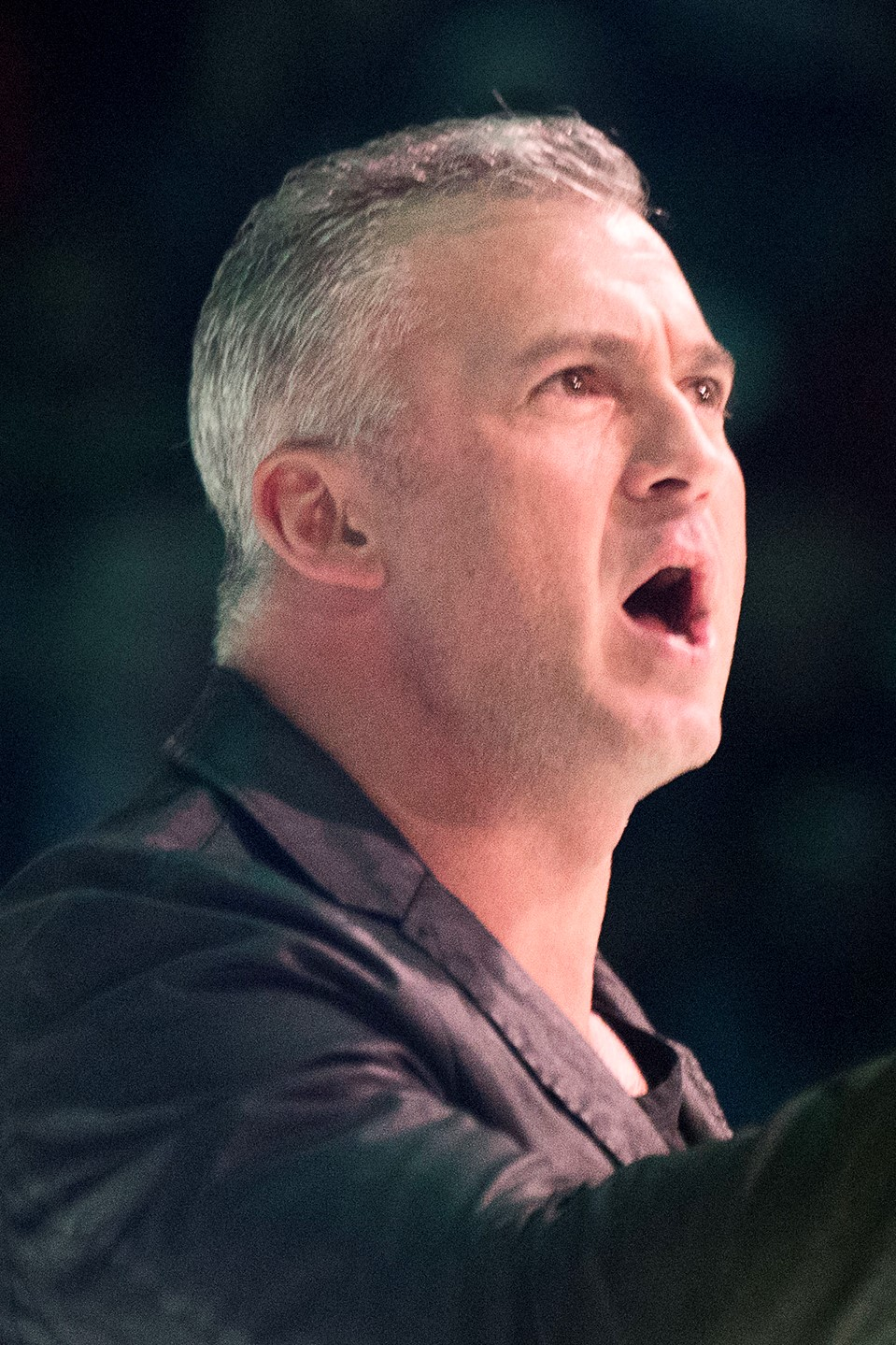
Shane McMahon esteve envolvido na rivalidade entre AJ Styles e Kevin Owens, e foi nomeado o árbitro convidado especial para a luta de Styles e Owens no SummerSlam.

No Battleground, Kevin Owens derrotou AJ Styles para ganhar seu terceiro Campeonato dos Estados Unidos. No episódio seguinte do SmackDown, Styles queria invocar sua revanche pelo campeonato, mas foi interrompido pelo retorno de Chris Jericho, que também queria invocar sua revanche de quando perdeu o título para Owens em maio. Como Styles e Jericho tinham revanche contratualmente devida, o comissário do SmackDown Shane McMahon decidiu que ambos teriam suas revanche pelo título em uma luta de ameaça tripla naquela noite contra Owens, onde Styles derrotou Jericho para recuperar o título. Após a luta, Owens invocou sua revanche pelo campeonato para a semana seguinte. Durante a revanche daquele episódio, Owens atacou o árbitro, mas perdeu, embora os dois ombros não estivessem no tatame. Um frustrado Owens confrontou Shane e o gerente geral do SmackDown, Daniel Bryan, e exigiu uma revanche, mas com um árbitro competente. Bryan agendou a revanche para o SummerSlam e fez de Shane o árbitro convidado especial.
No episódio de 1º de agosto do SmackDown, Rusev lançou um SummerSlam "Desafio Aberto" para qualquer lutador da lista do SmackDown. Randy Orton, que Rusev nunca havia derrotado, aceitou o desafio antes de atacar Rusev com um RKO.
No Battleground, The New Day (Kofi Kingston e Xavier Woods, com Big E) derrotaram The Usos (Jey Uso e Jimmy Uso) para ganhar o Campeonato de Duplas do SmackDown. No episódio seguinte do SmackDown, quando o New Day estava prestes a fazer sua entrada para comemorar a vitória do campeonato, eles foram atacados pelos Usos. Na semana seguinte, os Usos proclamaram que iriam recuperar os títulos do The New Day, e uma revanche foi agendada para o SummerSlam. No SmackDown final antes do SummerSlam, o gerente geral do SmackDown, Daniel Bryan, confirmou que os Usos enfrentariam Big E e Woods com Kingston no corner. Em 16 de agosto, a WWE confirmou que a luta aconteceria no pré-show do SummerSlam Kickoff.
No Great Balls of Fire, Big Cass derrotou Enzo Amore. Amore e Cass então tiveram uma revanche no Raw de 24 de julho, que Cass venceu novamente. Cass continuou a atacar Amore após a luta, após o que Big Show fez a defesa, mas Cass também o derrubou. Na semana seguinte, Cass derrotou Big Show por desqualificação após Amore atacar Cass durante a luta. Depois que Cass deu um big boot em Amore, Big Show executou o KO Punch em Cass. No episódio de 7 de agosto, Luke Gallows e Karl Anderson derrotaram Amore e Big Show após uma distração de Cass, e uma briga estourou entre os três. Mais tarde, Cass confrontou o gerente geral do Raw, Kurt Angle, querendo uma luta contra Big Show no SummerSlam, mas com Amore banido de todo o estado de Nova Iorque. Angle sugeriu suspender Amore acima do ringue dentro de uma gaiola de tubarão. Cass concordou e a luta foi agendada para o SummerSlam.
No episódio do Raw de 17 de julho, enquanto Finn Bálor se dirigia para os bastidores após sua luta contra Elias, Bray Wyatt apareceu no TitanTron. Ele disse que gostava da dor de Bálor e que ele era o pior pesadelo de Bálor. Na semana seguinte, Wyatt custou a Bálor sua partida sem desqualificação contra Elias, dando a Bálor um Sister Abigail. No episódio de 31 de julho, quando Wyatt fez uma promoção no ringue, as luzes começaram a piscar em vermelho e depois se apagaram. Quando eles voltaram, Bálor apareceu no ringue e atacou Wyatt. Na semana seguinte, enquanto Bálor fazia uma promo sobre Wyatt, as luzes da arena se apagaram e Wyatt apareceu no centro do ringue. Ele e Bálor lutaram brevemente antes que as luzes se apagassem novamente e Wyatt apareceu no TitanTron rindo de Bálor. Posteriormente, foi anunciado que uma partida entre Bálor e Wyatt estava marcada para o SummerSlam. Na semana seguinte, após um confronto no início da noite, o gerente geral do Raw, Kurt Angle, mudou sua luta no SummerSlam para aquela noite, onde Wyatt derrotou Bálor. Após a partida, Wyatt derramou um líquido semelhante a sangue em Bálor. Uma revanche entre os dois foi marcada para o SummerSlam, onde Bálor prometeu trazer sua persona Demon King.
No episódio de 25 de julho do SmackDown, Shinsuke Nakamura derrotou Mr. Money in the Bank Baron Corbin. Após o episódio de 1º de agosto, na WWE Network, Corbin atacou Nakamura por trás após a luta de Nakamura com John Cena para determinar o desafiane número um pelo Campeonato da WWE de Jinder Mahal no SummerSlam, que Nakamura venceu. Cena veio em auxílio de Nakamura e realizou um Attitude Adjustment em Corbin através da mesa dos locutores. Na semana seguinte, o gerente geral do SmackDown, Daniel Bryan, agendou uma luta entre Corbin e Cena no SummerSlam. No SmackDown final antes do SummerSlam, Corbin atacou Cena durante a luta sem título deste último contra Mahal, causando uma desqualificação. Depois disso, Corbin descontou seu contrato Money in the Bank, mas quando a partida começou, ele atacou Cena, que estava no avental, permitindo que Mahal enrolasse Corbin para a vitória.
Ao longo de julho e agosto de 2017, Dean Ambrose e Seth Rollins provocaram uma reunião potencial e parcial do Shield por várias semanas, com os dois homens estendendo os punhos para o outro para o soco característico do The Shield, mas ambos declinariam a cada semana, principalmente devido a problemas de confiança da traição de Rollins três anos antes. No Raw de 31 de julho, Rollins foi confrontado por Cesaro e Sheamus e mais tarde venceu uma luta contra Sheamus. Após a luta, Cesaro e Sheamus atacaram Rollins antes que Ambrose descesse para fazer a defesa. Nos bastidores, Ambrose disse a Rollins que não iria ajudá-lo se Rollins ficasse em desvantagem novamente. Na semana seguinte, após Rollins perder uma revanche contra Sheamus e ser mais uma vez atacado após a partida, Ambrose não o ajudou. Mais tarde naquela noite, Ambrose derrotou Cesaro e foi posteriormente atacado pela dupla antes de ser salvo por Rollins. Ambrose então mostrou sinais de confiança, oferecendo o soco Shield, mas Rollins acabou recusando. Finalmente, no Raw de 14 de agosto, embora Ambrose e Rollins tenham entrado em uma briga física no início da noite, os dois se uniram para lutar contra Cesaro e Sheamus e ambos retribuíram o soco e se reuniram. Imediatamente depois, o gerente geral do Raw Kurt Angle apareceu e agendou uma luta entre Cesaro e Sheamus e Ambrose e Rollins pelo Campeonato de Duplas do Raw no SummerSlam.
No episódio de 29 de maio do Raw, o comentarista do Raw Corey Graves recebeu uma mensagem de texto sobre o gerente geral do Raw, Kurt Angle, e Angle disse que o conteúdo da mensagem poderia arruiná-lo. Nas semanas seguintes, tanto Angle quanto Graves receberam as mesmas mensagens de texto sobre esse assunto particular. No episódio do Raw de 10 de julho, Graves confrontou Angle sobre o que ele faria. Angle disse que tornaria isso público na semana seguinte e que poderia perder sua família, sua carreira poderia ser destruída e ele poderia estar se despedindo do Universo WWE. Graves estava confiante de que Angle ficaria bem devido ao amor e respeito do Universo WWE e de todos no vestiário. Mais tarde, por telefone, Angle convidou uma pessoa não identificável para ir ao Raw na próxima semana para discutir o assunto e torná-lo público juntos. Naquele episódio, Angle revelou Jason Jordan do American Alpha como seu (kayfabe) filho ilegítimo, e o mais novo membro da marca Raw, que subsequentemente dissolveu o American Alpha. Na semana seguinte, Jordan derrotou Curt Hawkins em sua luta de estreia no Raw. Jordan foi então o convidado do "Miz TV". O Campeão Intercontinental The Miz ofereceu a Jordan a chance de se juntar ao seu Miztourage, mas Jordan recusou e Miz retaliou afirmando que Jordan não precisa de sua ajuda, já que seu pai é o Gerente Geral do Raw. Jordan disse que não queria tratamento preferencial, e The Miz fez alguns comentários irritantes sobre Angle. The Miz então deu um golpe em Jordan, mas Jordan se abaixou e deu um suplex em Miz em seu Miztourage (Curtis Axel e Bo Dallas). No episódio de 14 de agosto do Raw, Jordan derrotou The Miz por desqualificação após o Miztourage atacar Jordan; Os Hardy Boyz (Jeff Hardy e Matt Hardy) então correram para igualar as chances ajudando Jordan a se defender do Miztourage. Isso levou a uma luta de duplas de seis homens mais tarde naquela noite entre The Miz e The Miztourage contra The Hardy Boyz e Jordan, onde o último venceu. Em 17 de agosto, a WWE anunciou que The Miz e The Miztourage enfrentariam The Hardy Boyz e Jordan em uma revanche no pré-show SummerSlam Kickoff.

## Resultados
| Nº                                          | Resultados | Estipulações                                                                                      | Tempo |
| ------------------------------------------- | --- | ------------------------------------------------------------------------------------------------- | ----- |
| Pré- show                                   | The Miz e The Miztourage (Bo Dallas e Curtis Axel) (com Maryse) derrotaram The Hardy Boyz (Jeff e Matt Hardy) e Jason Jordan | Luta de trios                                                                                     | 11:20 |
| Pré- show                                   | Neville derrotou Akira Tozawa (c) (com Titus O'Neil)                                                                         | Luta individual pelo Campeonato dos Pesos-Médios da WWE                                           | 11:45 |
| Pré- show                                   | The Usos (Jey Uso e Jimmy Uso) derrotou The New Day (Big E e Xavier Woods) (c) (com Kofi Kingston)                           | Luta de duplas pelo Campeonato de Duplas do SmackDown                                             | 19:15 |
| 1                                           | John Cena derrotou Baron Corbin                                                                                              | Luta individual                                                                                   | 10:11 |
| 2                                           | Natalya derrotou Naomi (c) por submissão                                                                                     | Luta individual pelo Campeonato Feminino do SmackDown                                             | 10:51 |
| 3                                           | Big Cass derrotou Big Show                                                                                                   | Luta individual com Enzo Amore suspenso acima do ringue em uma jaula de tubarão                   | 10:29 |
| 4                                           | Randy Orton derrotou Rusev                                                                                                   | Luta individual                                                                                   | 0:10  |
| 5                                           | Sasha Banks derrotou Alexa Bliss (c) por submissão                                                                           | Luta individual pelo Campeonato Feminino do Raw                                                   | 13:18 |
| 6                                           | Finn Bálor derrotou Bray Wyatt                                                                                               | Luta individual                                                                                   | 10:40 |
| 7                                           | Dean Ambrose e Seth Rollins derrotaram Cesaro e Sheamus (c)                                                                  | Luta de duplas pelo Campeonato de Duplas do Raw                                                   | 18:36 |
| 8                                           | AJ Styles (c) derrotou Kevin Owens                                                                                           | Luta individual pelo Campeonato dos Estados Unidos da WWE com Shane McMahon como árbitro especial | 17:24 |
| 9                                           | Jinder Mahal (c) (com The Singh Brothers) derrotou Shinsuke Nakamura                                                         | Luta individual pelo Campeonato da WWE                                                            | 11:25 |
| 10                                          | Brock Lesnar (c) (com Paul Heyman) derrotou Roman Reigns, Samoa Joe e Braun Strowman                                         | Luta fatal 4-way pelo Campeonato Universal da WWE                                                 | 20:53 |
| (c) – Refere-se aos campeões antes da luta. | |                                                                                                   |       |